# دنیس گولووانوف
 دنیس گولووانوف (انگلیسی: Denis Golovanov؛ زادهٔ ۲۷ مارس ۱۹۷۹) یک تنیس‌باز اهل روسیه است. 